# Cmentarz żydowski w Nieszawie
Cmentarz żydowski w Nieszawie – kirkut został założony na początku XIX wieku, przy obecnej ulicy Narutowicza. Przed 1939 nekropolia posiadała ogrodzenie, od strony Wisły zostały wybudowane dwie budowle, pełniące prawdopodobnie funkcję domu dozorcy lub też domu przedpogrzebowego. Macewy były ustawione rzędami. Były to najczęściej tradycyjne nagrobki o zakończeniach prostych, półokrągłych i trójkątnych; część macew wybudowano w kształcie kolumn i obelisków
W czasie drugiej wojny światowej na rozkaz władz hitlerowskich kirkut uległ dewastacji. W archiwach Żydowskiego Instytutu Historycznego zachował się wysłany w 1993 roku list, w którym jeden z nieszawian opisał wojenne losy miejscowej bóżnicy oraz kirkutu. W części poświęconej cmentarzowi można przeczytać: "Cmentarz okupant zrównał z ziemią, wszystkie marmurowe nagrobki zabrał. Ogrodzenie oraz domek grabarza rozebrano".
Po 1945 opuszczona nekropolia niszczała i służyła jako nielegalna kopalnia żwiru. Jej teren jest obecnie zarośnięty i uległ zaśmieceniu. Wśród krzaków można znaleźć ślady po fundamencie, będącym niegdyś zapewne obmurowaniem macewy. Prawdopodobnie z tej nekropolii pochodzą płyty z piaskowca, tkwiące na brzegu pobliskiego kanału. Jedyny zachowany nagrobek przechowywany jest w miejscowym muzeum.